# Stazione di San Nicolò
La stazione di San Nicolò è una stazione ferroviaria posta lungo la linea Alessandria-Piacenza.
Serve la località di San Nicolò a Trebbia, frazione di Rottofreno, in provincia di Piacenza.

## Storia
La stazione fu attivata il 20 ottobre 1859, all'apertura della linea Alessandria–Piacenza; fino all'apertura del tratto fino al ponte sul fiume Trebbia, il 20 novembre successivo, la stazione svolse la funzione di capolinea dell'infrastruttura.

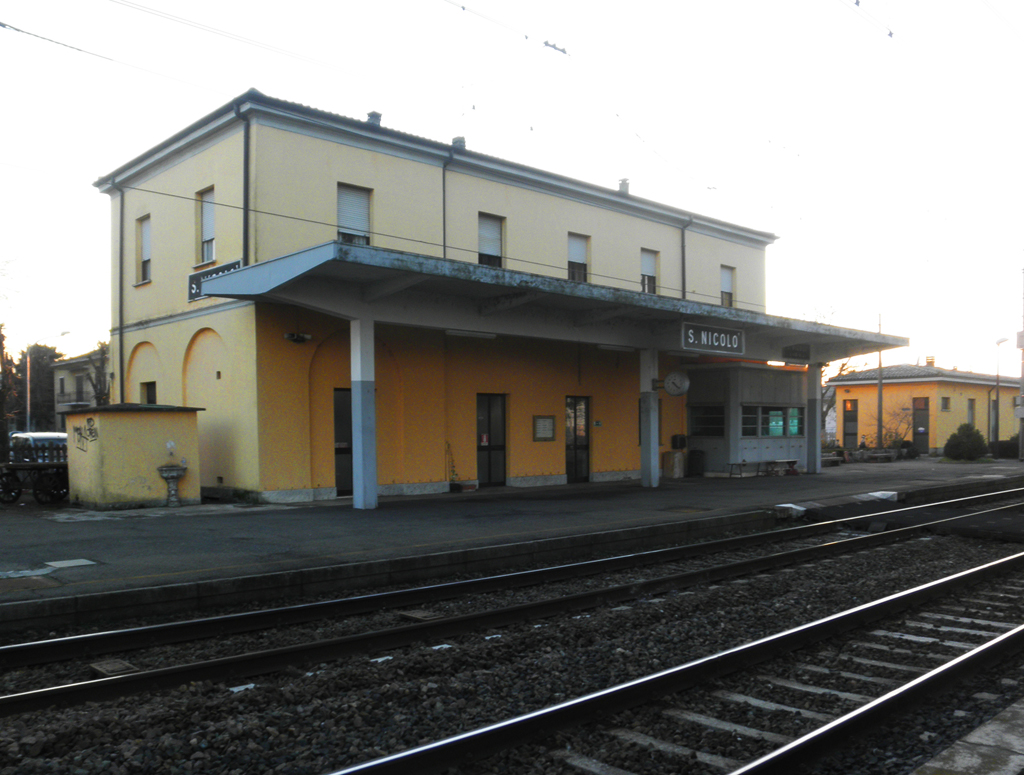
Il piazzale binari

Nel 1883 la stazione era interessata da un flusso annuo di circa 3 000 passeggeri.
Nel 2021 la stazione venne dotata di un sovrappasso per permettere l'accesso al secondo binario senza l'attraversamento dei binari. Nello stesso anno la stazione diventa impresenziata.

## Strutture e impianti
La stazione è fornita di un fabbricato viaggiatori a 2 piani, risalente all'epoca dell'apertura della linea, ma in seguito pesantemente rimaneggiato. Tutti i locali dell'edificio sono ceduti in comodato d'uso al comune di Rottofreno con l'eccezione della sala d'attesa e di un ambiente ad uso del personale operante presso lo scalo.
Sono presenti 2 binari per il servizio passeggeri, serviti da 2 marciapiedi laterali collegati da un sovrappasso che nel 2021 ha sostituito la precedente passerella a raso.
In passato era presente un piccolo scalo merci, fornito di un magazzino merci, in seguito demolito.
Nei pressi della stazione sono presenti alcuni binari di servizio e un raccordo con lo stabilimento Sitav che si occupa di assemblaggio e revamping di convogli ferrotranviari.

## Movimento
La stazione è servita dai treni regionali operati da Trenord lungo le tratta Voghera-Piacenza e Piacenza-Stradella-Pavia-Milano Greco Pirelli nonché da alcuni regionali veloci operati da Trenitalia Tper che collegano Voghera a Bologna e Rimini e Piacenza a Genova.
A novembre 2018, la stazione risultava frequentata da un traffico giornaliero medio di circa 179 persone (83 saliti + 96 discesi).

## Servizi
La stazione è classificata da RFI nella categoria bronze e offre i seguenti servizi:
- Sala d'attesa[5]